# 37 Librae
Désignations
37 Librae (en abrégé 37 Lib) est une étoile binaire de la constellation zodiacale de la Balance. Elle est visible à l'œil nu et sa magnitude apparente est de 4,61. D'après la mesure de sa parallaxe annuelle par le satellite Gaia, le système est distant de ∼ 94,9 a.l. (∼ 29,1 pc) de la Terre. Il s'en éloigne à une vitesse radiale héliocentrique de +48,9 km/s.
L'étoile primaire, désignée 37 Librae A, est une étoile sous-géante orange, en train d'évoluer hors de la séquence principale, de type spectral K1 III–IV. La classe de luminosité « III–IV » indique que son spectre présente des traits intermédiaires entre celui d'une étoile sous-géante et celui d'une géante. Son âge est estimé à 3,4 milliards d'années et sa masse est 1,4 fois supérieure à la masse du Soleil. Alors qu'elle épuise les réserves en hydrogène de son noyau, l'étoile commence à s'étendre ; son rayon est ainsi cinq fois plus grand que le rayon solaire et elle est devenue 13,5 fois plus lumineuse que le Soleil. Sa température de surface est de 4 836 K.
Son compagnon, désignée 37 Librae B, est une étoile de magnitude 13,26 qui a été détectée pour la première fois en 2015. Elle est localisée à une distance angulaire de 7,4 secondes d'arc et à un angle de position de 115°. La mesure de sa parallaxe et de son mouvement propre indiquent qu'elle est physiquement liée à 37 Librae A.